# Shahrestān di Javin
Lo shahrestān di Javin (farsi شهرستان جوین) è uno dei 28 shahrestān del Razavi Khorasan, il capoluogo è Neqab, una città di 12.022 abitanti (2006). In precedenza il territorio era una circoscrizione dello shahrestān di Sabzevar.